# Pachypodisma crassa
Pachypodisma crassa är en insektsart som beskrevs av Leo L. Mishchenko 1950. Pachypodisma crassa ingår i släktet Pachypodisma och familjen gräshoppor. Inga underarter finns listade i Catalogue of Life.